# Endavant Cerdanya
|  | No s'ha de confondre amb Endavant. |

Endavant Cerdanya (En-Cerd) és un partit politic d'àmbit cerdà. El partit és presenta amb candidatures als municipis de la comarca de la Cerdanya. Aquest partit és crea per a fer una gestió per la comarca.

## Història
Aquesta formació va ésser inscrita el 14 de març de 2011.

## Municipis on és presenta[3]
Són presents a Alp, a Bellver de Cerdanya, a Bolvir, a Riu i a Llivia. També tenen representació al Consell Comarcal de la Cerdanya.

## Eleccions Municipals de l'any 2015 i 2019
|                     | Regidors d'Endavant Cerdanya | Govern al Municipi              |
| ------------------- | ---------------------------- | ------------------------------- |
| Bellver de Cerdanya | 9 / 11                       | Endavant Cerdanya               |
| Bolvir              | 4 / 7                        | Endavant Cerdanya               |
| Llívia              | 3 / 10                       | Endavant Cerdanya (3) + ERC (2) |
| Alp                 | 1 / 9                        | CiU / PDECAT (5 / 9)            |
| Riu de Cerdanya     | 1 / 5                        | CiU / PDECAT (4 / 5)            |

|                     | Regidors d'Endavant Cerdanya | Govern al Municipi |
| ------------------- | ---------------------------- | ------------------ |
| Bellver de Cerdanya | 6 / 9                        | Endavant Cerdanya  |
| Bolvir              | 3 / 7                        | Junts (4)          |
| Llívia              | 5 / 9                        | En-Cerd-ERC (5)    |
| Alp                 | 4 / 9                        | Junts (4 / 9)      |

## Consell Comarcal de Cerdanya[4]
|                   | Percentatge | Representants |
| ----------------- | ----------- | ------------- |
| CiU / PDeCAT      | 68,42       | 13            |
| ERC-AM            | 15,78       | 3             |
| Endavant Cerdanya | 15,78       | 3             |